# Inge van der Heijden
Inge van der Heijden (Schaijk, 12 agosto 1999) è una ciclocrossista e ciclista su strada olandese che corre per i team Crelan-Corendon e Fenix-Deceuninck.

## Palmarès

### Cross
- 2015-2016

Grand Prix Möbel Alvisse (Leudelange)
- 2017-2018

Campionati olandesi, Under-23
- 2018-2019

Cyclocross Rucphen, (Rucphen)
Campionati del mondo, Under-23
- 2019-2020

Campionati olandesi, Under-23
- 2022-2023 (Team 777, due vittorie)

Kleeberg Cross (Mechelen)
OZ Cross (Fayetteville)
- 2024-2025 (Crelan-Corendon, due vittorie)

Kleeberg Cross (Mechelen)
Superprestige Noordzeecross Middelkerke (Middelkerke)

### Strada
- 2020 (Ciclismo Mundial, una vittoria)

Trophée des Grimpeuses

## Piazzamenti

### Grandi Giri
- Giro d'Italia

2023: 35ª

### Competizioni mondiali
- Campionati del mondo di ciclocross

Bieles 2017 - Under-23: 10ª
Valkenburg 2018 - Under-23: 18ª
Bogense 2019 - Under-23: vincitrice
Dübendorf 2020 - Under-23: 6ª
Ostenda 2021 - Under-23: 4ª
Fayetteville 2022 - Elite: 9ª
Hoogerheide 2023 - Elite: 7ª
Tábor 2024 - Elite: 9ª
Liévin 2025 - Elite: 4ª

### Competizioni continentali
- Campionati europei di ciclocross

Huijbergen 2015 - Under-23: 17ª
Pontchâteau 2016 - Under-23: 5ª
Tábor 2017 - Under-23: 9ª
Rosmalen 2018 - Under-23: 2ª
Silvelle 2019 - Under-23: 4ª
Rosmalen 2020 - Under-23: 12ª
Drenthe-Col du VAM 2021 - Elite: 11ª
Namur 2022 - Elite: 6ª
Pontchâteau 2023 - Elite: 4ª
Pontevedra 2024 - Elite: 11ª